# Jordranunkel
Jordranunkel (Ranunculus hyperboreus) är en växtart i familjen ranunkelväxter.